# SULT1C4
SULT1C4 (англ. Sulfotransferase family 1C member 4) – білок, який кодується однойменним геном, розташованим у людей на короткому плечі 2-ї хромосоми.  Довжина поліпептидного ланцюга білка становить 302 амінокислот, а молекулярна маса — 35 520.
| 10         |  | 20         |  | 30         |  | 40         |  | 50         |
| ---------- |  | ---------- |  | ---------- |  | ---------- |  | ---------- |
| MALHDMEDFT |  | FDGTKRLSVN |  | YVKGILQPTD |  | TCDIWDKIWN |  | FQAKPDDLLI |
| STYPKAGTTW |  | TQEIVELIQN |  | EGDVEKSKRA |  | PTHQRFPFLE |  | MKIPSLGSGL |
| EQAHAMPSPR |  | ILKTHLPFHL |  | LPPSLLEKNC |  | KIIYVARNPK |  | DNMVSYYHFQ |
| RMNKALPAPG |  | TWEEYFETFL |  | AGKVCWGSWH |  | EHVKGWWEAK |  | DKHRILYLFY |
| EDMKKNPKHE |  | IQKLAEFIGK |  | KLDDKVLDKI |  | VHYTSFDVMK |  | QNPMANYSSI |
| PAEIMDHSIS |  | PFMRKGAVGD |  | WKKHFTVAQN |  | ERFDEDYKKK |  | MTDTRLTFHF |
| QF         |  |            |  |            |  |            |  |            |

A: Аланін

C: Цистеїн

D: Аспарагінова кислота

E: Глутамінова кислота

F: Фенілаланін

G: Гліцин

H: Гістидин

I: Ізолейцин

K: Лізин

L: Лейцин

M: Метіонін

N: Аспарагін

P: Пролін

Q: Глутамін

R: Аргінін

S: Серин

T: Треонін

V: Валін

W: Триптофан

Кодований геном білок за функцією належить до трансфераз. 
Задіяний у таких біологічних процесах як поліморфізм, альтернативний сплайсинг. 
Локалізований у цитоплазмі.